# Tommaso di Harqel
Tommaso di Harqel (VI secolo – VII secolo) è stato un vescovo siriaco vissuto nel VII secolo.
Fu educato in lingua greca nel Monastero di Qenneshire appartenente alla Chiesa ortodossa siriaca. Ordinato vescovo di Mabbug, nel 602 fu deposto dal metropolita Domiziano di Melitene, che avversava l'eresia miafisita. Allora, si rifugiò con Paolo di Tella presso il monastero di Enaton, non distante da Alessandria d'Egitto.
Il patriarca di Antiochia Atanasio I Gammolo gli chiese di collaborare alla traduzione della Bibbia greca in siriaco. Nel 616 d.C. completò la versione della Bibbia detta Harclensis e indicata con l'abbreviazione Syrh, che parzialmente si basava su una traduzione più letterale del testo greco commissionata da Filosseno di Mabbug e conclusa dal coriepiscopo Policarpo.
È la prima traduzione a integrare nella bibbia siriaca i seguenti testi sacri: la Seconda Lettera di Pietro, la Seconda e la Terza Lettera di Giovanni, la Lettera di Giuda e l'Apocalisse di san Giovanni.